# Рэшинару, Георге
Гео́рге Рэшина́ру (рум. Gheorghe Rășinaru; 10 февраля 1915 — 8 января 1994) — румынский футболист, играл на позиции полузащитника. Участник чемпионата мира 1938 года.

## Биография

### Клубная карьера
В течение трёх сезонов играл за ЧФР.
В 1935 году перешёл в бухарестский «Рапид», в котором отыграл девять сезонов. Вместе с «Рапидом» Рэшинару выиграл 6 подряд Кубков Румынии, завоёванные в период с 1937 по 1942 год.
После окончания Второй мировой войны играл за «Сибиу» и в 1948 году завершил карьеру.

### Карьера в сборной
Входил в состав сборной Румынии на чемпионате мира 1938 года, где сыграл в двух матчах со сборной Кубы (3:3, 1:2). Всего за сборную Румынии сыграл 7 матчей и не отметился забитыми мячами.

### Смерть
Скончался 8 января 1994 года в возрасте 78 лет, не дожив месяца до 79-летия.

## Достижения
«Рапид» (Бухарест)
- Обладатель Кубка Румынии (6) : 1936/37, 1937/38, 1938/39, 1939/40, 1940/41, 1941/42